# سرطان حدوة الحصان
سرطان حدوة الحصان أو ملك السَراطين حيوان بحري يشبه حافر الحصان في الشكل لذلك سمى بـ (سرطان حدوة الحصان). ويسمى في بعض الأحيان بـملك السرطانات أو بـ السرطان المجن بالرغم من أنه ليس سرطانا أصليا.سرطان حدوة الحصان من مفصليات الأرجل التي تعيش في المياه الضحلة وينتشر على الشواطئ للتزاوج ووضع البيض. وهو من ضمن مجموعة كبيرة من الحيوانات التي ظهرت على الأرض منذ ملايين السنين ولم ينقرض. لكن عدد سرطانات حدوة الحصان حاليا في تناقص مستمر، وهو مهدد بالانقراض الآن.
يوجد منه أربع أنواع تعيش على طول الساحل الشرقى لأمريكا الشمالية والهند، وتعيش أيضا في اليابان والفلبين.
وقد تم منع اصطياد هذا السرطان في بعض الدول بينما قام البعض الآخر بمنع اصطياد إناثه.

## التصنيف
سرطان حدوة الحصان يعتبر من مفصليات الأرجل, وهو شبيه بالقشريات إلا أنه ينتمي إلى شعبة منفصلة تعرف باسم الكلابيات (كلابيات القرون). يعتبر سرطان حدوة الحصان من الحفريات الحية وهي الكائنات التي يوجد لها حفريات لكنها لا زالت على قيد الحياة، وقد عثر على حفريات له ترجع إلى 450 مليون سنة مضت ولم يحدث لهذا السرطان أي تغيير ملحوظ خلال الـ250 مليون سنة الماضية.
يوجد حوالي أربعة أنواع من سرطان حدوة الحصان وهي:
- (Mangrove Horseshoe Crab) ويعيش هذا النوع في جنوب شرق آسيا عند سواحل اليابان وتايلاند.
- (Atlantic horseshoe crab) يتواجد هذا النوع على طول سواحل المحيط الأطلنطي خصوصاً الساحل الشرقي لأمريكا الشمالية وسواحل خليج المكسيك.
- (Tachypleus gigas) ويتواجد هذا النوع في جنوب شرق آسيا.
- (Tachypleus tridentatus) وأخيراً هذا النوع الذي يتواجد على سواحل شرق آسيا.

يمتاز هذا الحيوان كونه الوحيد الذي يمتلك دم ازرق.يستعمل دمه في الابحاث العلمية ولهذا هو مهدد بالانقراض.

## البنية
ويتكون جسم سرطان حدوة الحصان من خمسة أزواج من الأرجل للأكل والسباحة ويتكون جسمه من غطاء عظمي قوي، ويتنفس باستخدام الخياشيم.
حجم إناث هذا السرطان أكبر من الذكور وقد يصل حجمها إلى 60 سم وخلال موسم التزاوج تقوم الإناث بوضع البيض المخصب في حفر رملية على الشواطئ، وقد تضع ما بين 60 ألف إلى 120 ألف بيضة في المرة الواحدة ويفقس البيض خلال إسبوعين، ولكن في هذه الفترة يكون هذا البيض وجبة شهية للطيور الجائعة.
ورغم هذا الكم الكبير من أجيال هذا الكائن إلا أن كثير من البيض يؤكل بفعل الطيور، والبعض الآخر يستخدمه الإنسان كطعم في أمريكا لاصطياد الثعابيين، وجزء كبير من أجيال هذا السرطان يصطاده الصيادون لبيعه وهذا لأن هناك بعض الناس يقومون بأكل هذا الكائن
وجزء آخر يأخذه العلماء لدراسته في مختبرات علمية للحصول على مادة مقاومة للبكتيريا يفرزها جسمه لأن هذا الكائن عندة إمكانية عدم تأثره بالجروح وعدم حدوث أي التهابات له عند حدوث أي جرح له، وهذا بفعل مادة رغوية تفرزها أنسجته وهي تقوم بالإحاطة بالبكتيريا عند أماكن الجروح لتقوم بمنعها من الاقتراب من الجرح أو دخول الجسم. كَما تحتوي في داخل جَسدها على غُدة تُسمى الغدة الوركية.

## الغذاء
يتغذى سرطان حدوة الحصان على الديدان والرخويات والأسماك الصغيرة والقشريات والتي يقوم بالبحث عنها في قاع المحيط.